# 博加德明德森特
博加德明德森特，是匈牙利巴兰尼亚州所辖的一个村。总面积11.58平方公里，总人口410，人口密度35.4人/平方公里（2011年1月1日）。